# Rödbena
Rödbena (Tringa totanus) är en vadarfågel i familjen snäppor med karakteristiskt röda ben. Den förekommer i stora delar av Europa och Asien norr om Himalaya och österut till Kina. De flesta är flyttfåglar som övervintrar i Mellanöstern, Indien, Sydostasien och lokalt utmed Afrikas kuster, medan merparten i Västeuropa är stannfåglar eller kortflyttare. Den hittas i strandängar både utmed kusten och i våtmarker inåt landet, men även i fjällmiljö. Arten är talrik och IUCN kategoriserar den som livskraftig.

## Utbredning och systematik

### Utbredning
Rödbenan häckar i stora delar av Europa och Asien, norr om Himalaya och så långt österut som till Kina. Merparten av världspopulationen är flyttfåglar och de övervintrar i Mellanöstern, Indien och Sydostasien. Arten övervintrar också lokalt utmed stora delar av Afrikas kuster. Exempelvis övervintrar 25% av alla rödbenor som flyttar utmed atlantkusten (i den så kallade östatlantiska flyttkorridoren) kring Bijagosöarna utanför Guinea Bissau. Merparten av populationen i Storbritannien och Västeuropa är stannfåglar eller flyttar kortare sträckor ut till havet.

### Systematik och underarter
Rödbenans taxonomi är komplicerad och uppdelningen i olika underarter är fortfarande oklar. Arten delas idag vanligen in i sex stycken med följande utbredning:
- isländsk rödbena.[9] Tringa totanus robusta (Schiøler, 1919) – häckar på Island och Färöarna. Merparten övervintrar på de brittiska öarna, men även regelbundet i Danmark, Tyskland, Nederländerna och i Skåne. Ett fåtal individer övervintrar på Island.[5]
- europeisk rödbena[10] Tringa totanus totanus – nominatformen häckar i Europa och österut till västra Sibirien.
- Tringa totanus ussuriensis Buturlin, 1934 – häckar i södra Sibirien och Mongoliet österut till Amurland och norra Manchuriet.
- Tringa totanus terrignotae R. & A. Meinertzhagen, 1926 – häckar i södra Manchuriet.
- Tringa totanus craggi Hale, 1971 – häckar i nordvästra Xinjiang.
- Tringa totanus eurhinus (Oberholser, 1900) – häckar i Pamir, centrala och södra Tibet och i allra norligaste Indien.

Vissa delar upp nominatformen i två underarter, en nordskandinavisk underart totanus, och i underarten britannica som utgörs av häckningspopulationen i Storbritannien och södra Europa, österut till Baltikum.. 
Genetiska studier visar att rödbenan är närmast släkt med grönbenan (Tringa glareola) och dammsnäppan (Tringa stagnatilis).

### Förekomst i Sverige
I Sverige häckar nominatformen T. t. totanus som förekommer dels längs kusten och på öar från Bohuslän till Norrbotten, dels i fjällen och närliggande barrskogsregion från norra Dalarna till Torne lappmark. Den förekommer även spritt och lokalt vid slättsjöar. I Sydsverige lägger den sina ägg från april, men i landets nordliga delar kan det dröja ända till mitten av juni. I södra Sverige, framförallt i Skåne övervintrar ett mindre antal rödbenor av isländsk rödbena (T. t. robusta). Vid några fåtal tillfällen har individer av den inhemska underarten totanus observerats under vintern.

## Utseende och läte

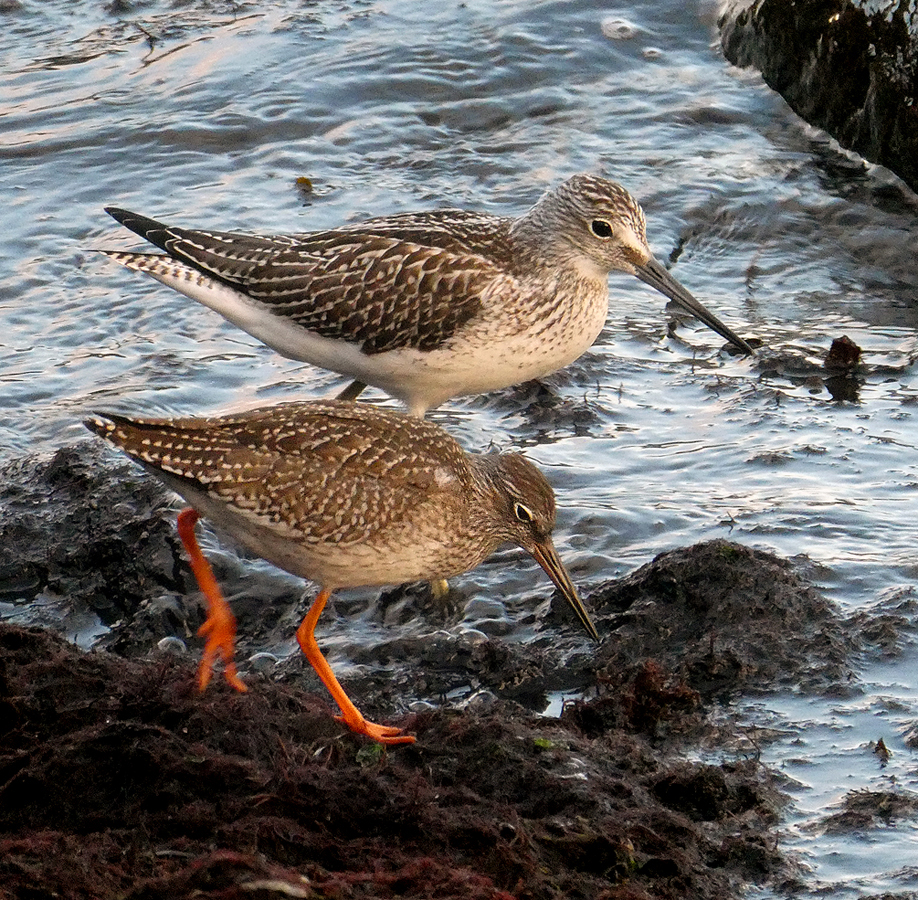
Rödbena är påtagligt mindre än gluttsnäppan. Båda på bilden är ungfåglar.

Adulta fåglar har röda ben och röd näbbrot med gråsvart näbbspets. Både näbb och ben är ganska långa. Den adulta fågeln är om sommaren gråbrunspräcklig på ovansidan. Bröstet och gumpen är ljust gråvattrat. I flykten visar den en tydlig vit kil längs med ryggen och breda vita bakkanter på vingarna som har svarta handpennor. I vinterdräkt är den mindre vattrad, lite dovare och gråare än om sommaren. Den är 24-27 centimeter lång och har ett vingspann på 47-53 centimeter. Den väger ungefär 130 gram. Juvenila individer har gulorangea ben och mestadels grå näbb. Ovansidan är vattrad i gult, gråsvart och brunt medan undersidan är ljus med gråsvart längsstreckning.
Flyktlätet är ett tvåstavigt ”tju-hu”, eller ”tju-hu-hu”. Den varnar med ett hamrande ”kly-kly-kly…”. Den har också ett joddlande spel med inslag av flyktlätet. Rödbenan är överhuvudtaget en högljudd fågel.

### Morfologiska skillnader mellan taxa
Den nordligast häckande underarten isländsk rödbena (T. t. robusta) är den absolut största. Dock är övergången i storlek klinal och i västpalearktis utgör de nordskandinaviska fjällhäckande rödbenorna de minsta för att gradvis bli större från södra Skandinavien mot sydväst till England medan de är som störst på Island. I övrigt är isländsk rödbena mörkare i sin häckningsdräkt och har ett något mjukare och vemodigare läte än nominatformen. Underarten ussurensis är nästan lika stor som robusta och storleksmässigt är denna underart som störst längst västerut och som minst i öster.

## Ekologi

### Biotop
Rödbenan håller mest till vid kusten på stränder, strandängar och betesmarker, dels på blötängar, sjöar och kärr, eller vid stränder i fjällen. Man kan också stöta på henne i större insjöar. 

### Häckning

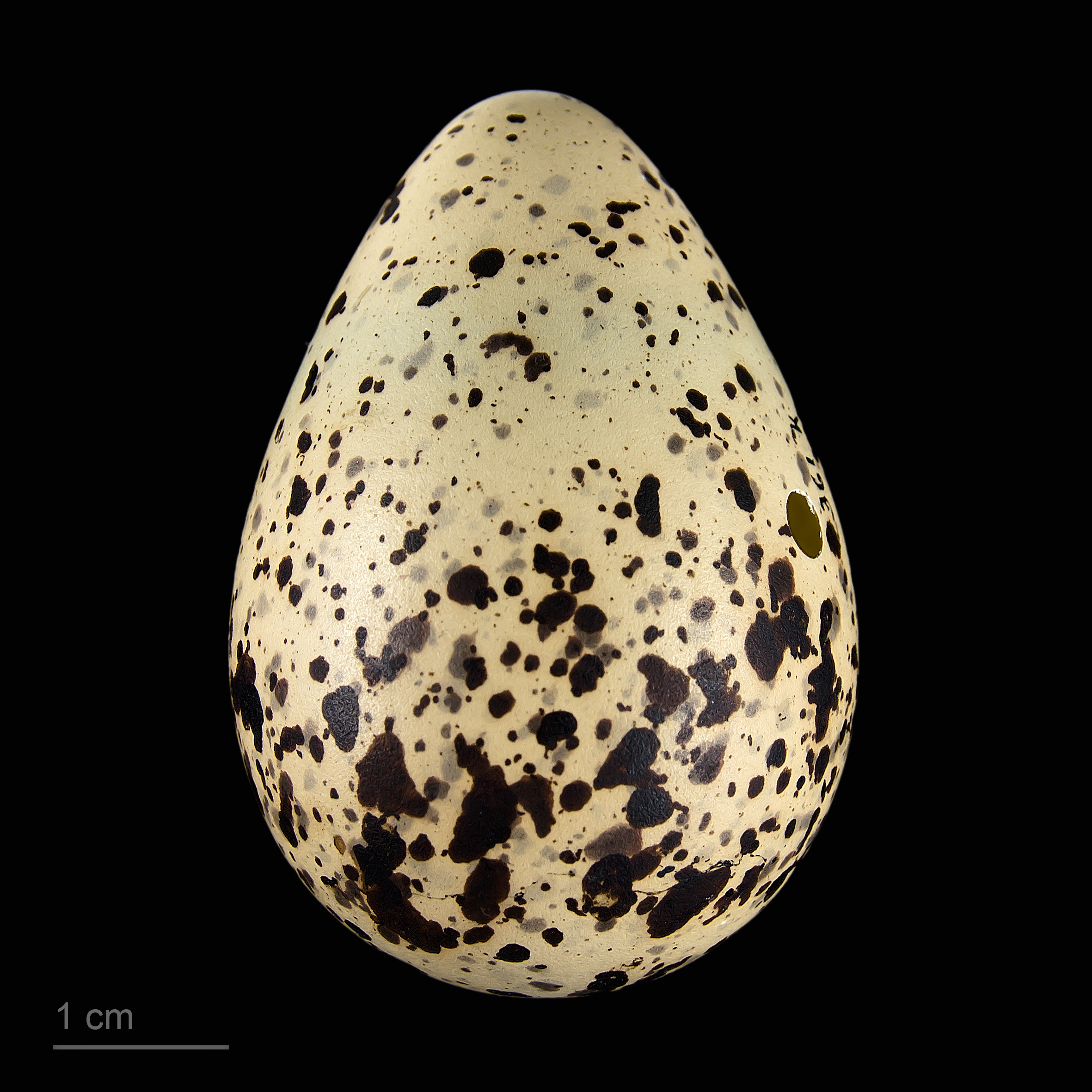
Ägg av nominatformen (T. t. totanus).

Fågeln häckar nästan var som helst där det finns mycket vatten, ofta många i närheten av varandra. Boet är ofta placerat dolt i en tuva, men ibland kan det ligga helt öppet, om boet till exempel ligger mitt i en skrattmåskoloni. De lägger tre till fem gulbruna ägg som har bruna fläckar. Båda föräldrarna ruvar äggen som kläcks efter 22-24 dagar. Efter ytterligare en månad är ungarna flygfärdiga.
Rödbenan är vaksam och talar om för hela sin omgivning när en fara hotar. Om man kommer för nära boet flyger hon ängsligt runt omkring och varnar med enstaviga ”kly, kly, kly”.

### Föda
Rödbenan äter mest insekter, små kräftdjur, blötdjur, maskar och småfisk. Med sin långa näbb når den ned till de kräftdjur, som är en bit ner i sanden. Vegetabilier är också populärt.

## Rödbenan och människan

### Status och hot
Artens populationstrend är okänd globalt sett, men utbredningsområdet är relativt stort. Internationella naturvårdsunionen IUCN anser inte att den är hotad och placerar den därför i kategorin livskraftig. Världspopulationen tros bestå av mellan 1,3 och 3,1 miljoner individer, varav 340 000–484 000 par häckar i Europa. Även i Sverige anses arten livskraftig och tros öka i antal. 2018 uppskattades det svenska beståndet till 27 000 par.

### Namn
Det vetenskapliga namnet totanus är latin och betyder "snäppa levande vid stranden". Det svenska namnet "rödbena" nämns först av Retzius 1800 och, som rödbening, av Osbeck runt 1790. Äldre benämningar är "dubbel beckasin", "gambett", "rödbent snäppa" (på Öland och andra öar i Östersjön), "tjuv" eller "tjuf" (i Kalmartrakten efter dess läte), "tulk" och "tolk"